# Tilia chinensis
« Tilleul » redirige ici. Pour les autres significations, voir Tilleul (homonymie).
Espèce
Classification phylogénétique
Tilia chinensis (Chinese linden, chinois : 椴树) est une espèce de tilleul endémique de Chine. Il fleurit en juillet ou août, très fréquenté par les abeilles collectant le nectar des fleurs. Le miel de la Montagne de Changbai est particulièrement réputé à cause des fleurs de tilleul et en particulier de T. chinensis.
Cette espèce a donné la variété 'intonsa' et la var. 'investita' (V. Engler) Rehder.